# Charlotte (Észak-Karolina)
Charlotte Észak-Karolina legnagyobb, és az Egyesült Államok 17. legnagyobb városa. A népszámlálási hivatal 2006-os becslése szerint a lakosság száma 630 478 fő, ami 46 százalékos növekedést jelent 1990 óta. 2018-as adatok szerint a lakosság száma 872 498. Charlotte Mecklenburg megye székhelye.

## Története
A város a Queen City ("Királynő város") becenevet III. György király felesége, Mecklenburgi Sarolta királyné tiszteletére kapta. A másik becenév a 18. századból származik. Az amerikai függetlenségi háború idején a brit parancsnok, Charles Cornwallis elfoglalta a várost, de a lakosság ellenállása miatt hamarosan távozott, és a várost a lázadás darázsfészkének nevezte. Charlotte azóta viseli a „Hornet's Nest”, vagyis a darázsfészek jelzőt.

## Földrajz

### Éghajlata
| Hónap                         | Jan. | Feb. | Már. | Ápr. | Máj. | Jún. | Júl. | Aug. | Szep. | Okt. | Nov. | Dec. | Év   |
| ----------------------------- | ---- | ---- | ---- | ---- | ---- | ---- | ---- | ---- | ----- | ---- | ---- | ---- | ---- |
| Átlagos max. hőmérséklet (°C) | 10,7 | 13,1 | 17,6 | 22,4 | 26,3 | 30,3 | 31,9 | 31,1 | 27,6  | 22,4 | 17,2 | 11,8 | 21,9 |
| Átlagos min. hőmérséklet (°C) | −0,4 | 1,3  | 5,0  | 9,2  | 14,2 | 19,1 | 20,9 | 20,4 | 16,7  | 10,2 | 4,9  | 0,8  | 10,2 |
| Átl. csapadékmennyiség (mm)   | 87   | 84   | 102  | 77   | 81   | 95   | 94   | 107  | 82    | 86   | 80   | 82   | 1057 |
| Havi napsütéses órák száma    | 173  | 180  | 235  | 270  | 291  | 288  | 291  | 272  | 240   | 229  | 177  | 167  | 2813 |
| Forrás: NOAA                  |      |      |      |      |      |      |      |      |       |      |      |      |      |

## Gazdaság
2006-ban a metropolisz körzet népességszámát 583 016 főre becsülték. Charlotte metropolisz körzete része a szélesebb tizenhárom megye munkaerőpiaci régiójának, melynek lakosságszáma a 2008-as felmérések szerint 2 491 650 fő. Charlotte nemrég elnyerte „A legélhetőbb amerikai város” ("Best Place to Live in America") kitüntető címet.
A várost németországi bevándorlók fejlesztették ipari és kereskedelmi központtá. Több mint egy évvel az amerikai függetlenségi nyilatkozat elfogadása előtt, 1775 májusában, a híres mecklenburgi nyilatkozatban kimondták a megye elszakadását Angliától, amelyet egy lovas futárral a Philadelphiában ülésező kongresszusnak nyújtottak át. A polgárháború idején Charlotte a déli államok egyik fő bázisa volt, Jefferson Davis itt tartotta kormányának utolsó ülését.